# Deportivo Galicia
Cet article concerne le club de football vénézuelien. Pour le club de D10 anglaise, voir FC Deportivo Galicia.
Pour les articles homonymes, voir Galice (homonymie).
Maillots
Le Deportivo Galicia est un club vénézuélien de football basé à Caracas créé le 19 septembre 1960, dissous en 2002 après sa décente en Segunda División vénézuélienne connue sous le nom de Liga FUTVE 2 et passe sous le nom d' Aragua Fútbol Club.

## Palmarès
- Championnat du Venezuela (4) :

22 participations 
- Vainqueur : 1964, 1969, 1970, 1974

- Coupe du Venezuela (3) :

20 participations
- Vainqueur : 1969, 1979, 1981

- Copa Libertadores :

9 participations
- 1965 : premier tour
- 1967 : premier tour
- 1968 : premier tour
- 1970 : premier tour
- 1971 : premier tour
- 1975 : premier tour
- 1976 : premier tour
- 1979 : premier tour
- 1980 : premier tour

Deuxième division (1) : 03 participations
- Vainqueur : 2000/1